# Mistrzostwa Świata w Łucznictwie 1979
30. Mistrzostwa Świata w Łucznictwie odbyły się między 14 a 22 lipca 1979 w Berlinie w RFN. Organizatorem była Międzynarodowa Federacja Łucznicza.

## Medaliści

### Strzelanie z łuku klasycznego
| Konkurencja            | Złoto                                                               | Srebro                                                                | Brąz                                                           |
| Indywidualnie kobiet   | Kim Jin-ho                                                          | Judi Adams                                                            | Carole Mary Toy                                                |
| Indywidualnie mężczyzn | Darrell Pace                                                        | Richard McKinney                                                      | Rodney Baston                                                  |
| Drużynowo kobiet       | Korea Południowa · Park Young-sook · Kim Jin-ho · Hwang Sook-zoo    | Australia · Carole Mary Toy · Terry Eva Donovan · Leah Margaret Feldt | Wielka Brytania · Sue Willcox · Rachel Fenwick · Joyce Asher   |
| Drużynowo mężczyzn     | Stany Zjednoczone · Darrell Pace · Richard McKinney · Rodney Baston | RFN · Harry Wittig · Armin Garnreiter · Willi Muller                  | Belgia · Patrick De Koning · Marnix Vervinck · Emiel Vercaigne |

## Klasyfikacja medalowa
| Lp. | Państwo           | Złoto | Srebro | Brąz | Razem |
| 1.  | Stany Zjednoczone | 2     | 2      | 1    | 5     |
| 2.  | Korea Południowa  | 2     | 0      | 0    | 2     |
| 3.  | Australia         | 0     | 1      | 1    | 2     |
| 4.  | RFN               | 0     | 1      | 0    | 1     |
| 5.  | Belgia            | 0     | 0      | 1    | 1     |
| 5.  | Wielka Brytania   | 0     | 0      | 1    | 1     |